# Georgischer Traum
Georgischer Traum – Demokratisches Georgien (georgisch ქართული ოცნება–დემოკრატიული საქართველო kartuli otsneba–demokratiuli sakartvelo, KO) ist eine populistische und EU-skeptische politische Partei in Georgien, die aus einem gleichnamigen Parteienbündnis hervorging. Der KO stellt seit der Parlamentswahl 2012 den Premierminister Georgiens.
Bis 2019 verließen sämtliche Parteien bis auf die Partei Georgischer Traum selbst das gemeinsame Wahlbündnis und traten zu den Parlamentswahlen 2016 bzw. 2020 eigenständig an. Die sich anfangs als proeuropäisch bezeichnende Partei hat sich zu einer Partei gewandelt, die den russischen Präsidenten Wladimir Putin unterstützt.

## Geschichte und Wahlbündnis (2012–2019)

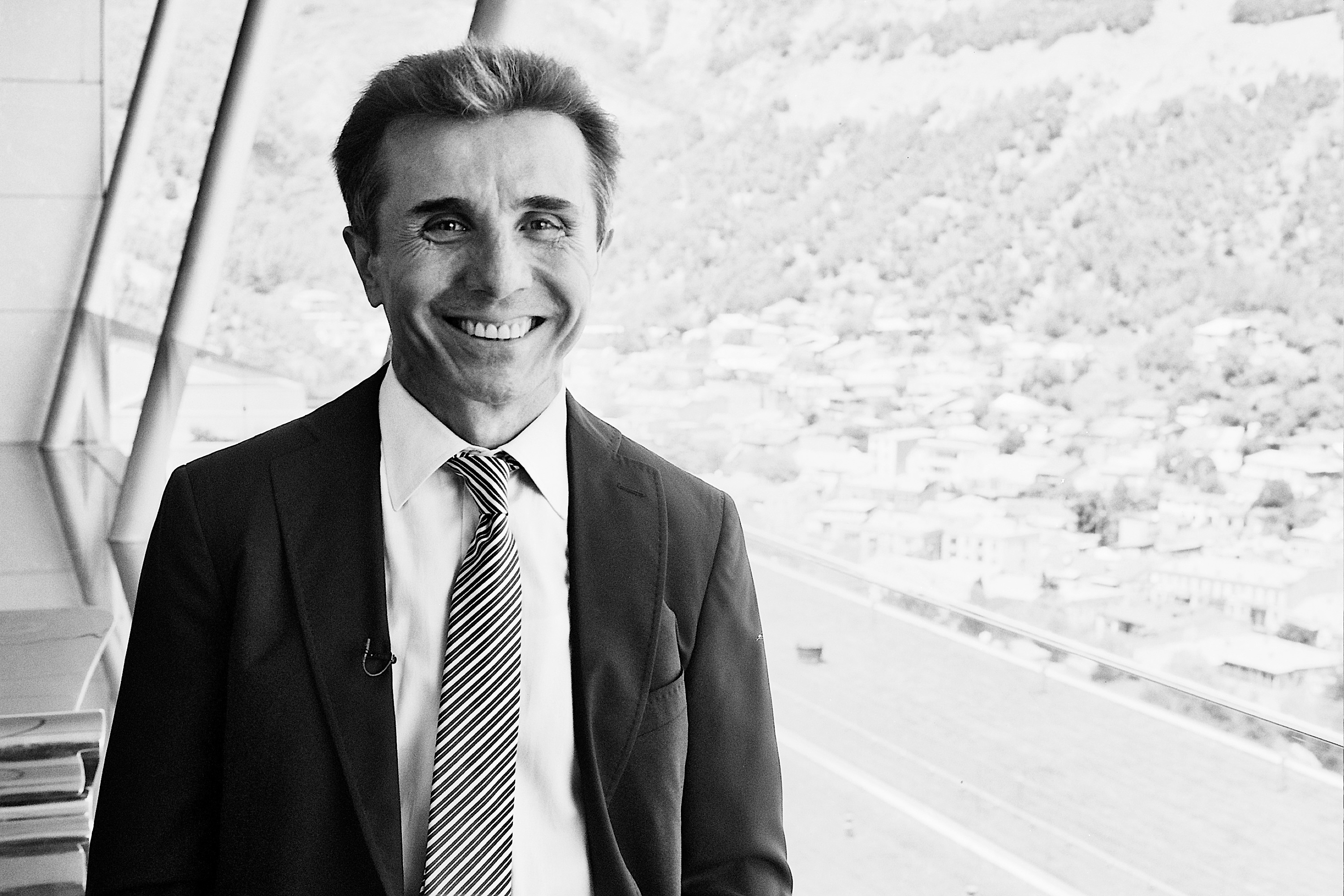
Initiator des Parteienbündnisses Georgischer Traum war der Unternehmer Bidsina Iwanischwili

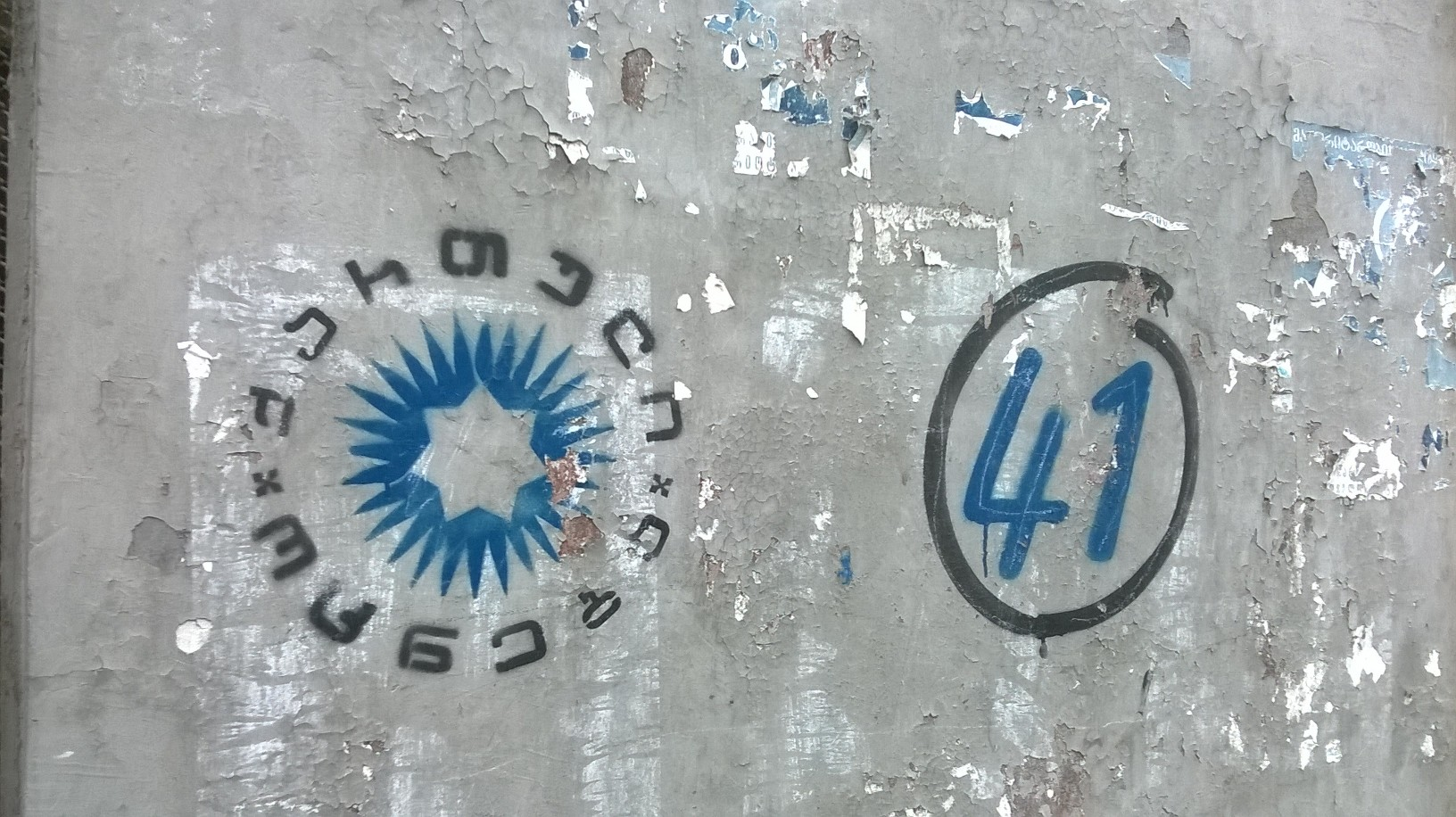
Graffiti mit dem Logo des Georgischen Traum, Tiflis

Es wurde am 19. April 2012 gegründet und vereinte zwei Monate später acht Parteien und Bürgerbewegungen. Dazu zählten die Bürgerbewegung Demokratischer Traum des französisch-georgischen Geschäftsmannes Bidsina Iwanischwili, die Republikanische Partei Georgiens, die Konservative Partei Georgiens, die Partei Die Industrie wird Georgien retten, die Grüne Partei Georgiens, die Partei Nationales Forum sowie die Partei Sozialdemokraten für die Entwicklung Georgiens. Später schloss sich die Partei Unser Georgien – Freie Demokraten an.
Ziel des Wahlbündnisses war die Ablösung der Regierung des georgischen Präsidenten Michail Saakaschwili bei den Parlamentswahlen am 1. Oktober 2012, das schließlich erreicht wurde. Ein politisches Programm gab es nicht. Zu den Mitgliedern gehörten marktwirtschaftlich und prowestlich eingestellte Liberale, Nationalisten mit populistischer und fremdenfeindlicher Rhetorik sowie Politiker aus dem Umfeld des früheren Präsidenten Eduard Schewardnadse, die nach der Rosenrevolution in Georgien Amt und Einfluss verloren hatten.
Initiator des Parteienbündnisses und seine einflussreichste Persönlichkeit war der Unternehmer Bidsina Iwanischwili. Gründungsvorsitzende wurde jedoch die Rechtsanwältin Manana Kobachidse. Sie übernahm das Amt interimistisch, weil Iwanischwili im April 2012 noch keine georgische Staatsbürgerschaft besaß. Dem Bündnis schlossen sich auch verschiedene prominente Georgier an, darunter der frühere Menschenrechts-Ombudsman Sosar Subari, der Fußballer Kacha Kaladse, der georgische Schachmeister Surab Asmaiparaschwili, der Journalist Guram Odischaria, Georgiens früherer UNO-Botschafter Irakli Alassania und Georgiens ehemaliger Außenminister Tedo Dschaparidse.
Die Freien Demokraten verließen das gemeinsame Wahlbündnis im November 2014. Die Republikanische Partei beschloss im März 2016, die Koalition zu verlassen. Bei den Wahlen 2016 verteidigte der KO seine absolute Mehrheit, während seine ehemaligen Bündnispartner an der Fünf-Prozent-Hürde scheiterten.

## Programmatik
Der Vorsitzende des KO, Irakli Kobachidse, bezeichnete die Partei im Mai 2023 als „konservative politische Plattform“. Von Beobachtern wird der KO als „ideologiefrei“ beschrieben.
Von 2015 bis 2023 gehörte der KO der Sozialdemokratischen Partei Europas (SPE) als Beobachtermitglied an. Nachdem diese einen Ausschluss des KO erwog, erklärten Parteivertreter am 11. Mai 2023 den Austritt des KO aus der SPE.
Seit dem Angriffskrieg Russlands gegen die Ukraine handelt die Partei inzwischen offen prorussisch.